# 26. Waffen-Grenadier-Division der SS (ungarische Nr. 2)
De 26. Waffen-Grenadier-Division der SS (ungarische Nr. 2) was een divisie van de Waffen-SS. De eenheid werd op 19 januari 1945 opgericht en bestond voornamelijk uit Hongaarse vrijwilligers. De SS-divisie was uitsluitend aan het oostfront actief. Ze werd op 13 april 1945 samengevoegd met de 25. Waffen-Grenadier-Division der SS Hunyadi.

## Oprichting
Op 20 oktober 1944 verdreven de pro-Duitse Pijlkruisers de gematigde admiraal Horthy in Hongarije. Het SS-Führungshauptamt zag onmiddellijk een potentieel aan nieuwe vrijwilligers voor de Waffen-SS en gaf het bevel voor de oprichting van twintig nieuwe divisies. Na overleg met de nieuwe Hongaarse regering onder leiding van graaf Ferenc Szálasi werd dit aantal naar vier divisies verminderd. Uiteindelijk waren er slechts voldoende vrijwilligers om twee divisies op te richten.
Op 30 november 1944 werd beslist tot de oprichting van een tweede Waffen-SS-divisie te Rajka. In het kamp bevonden zich voornamelijk studenten en vrijwilligers, want alle soldaten met gevechtservaring waren reeds ondergebracht in de 25. Waffen-Grenadier-Division der SS. Wegens de opmars van het Rode leger werd besloten om de Hongaarse vrijwilligers naar het SS-opleidingskamp Neuhammer te verplaatsen. Op 28 december 1944 werd door het SS-Führungshauptamt de 26. Waffen-Grenadier-Division der SS „Hungaria“ (ungarische Nr. 2) opgericht. De kern van de nieuwe divisie werd gevormd door 5000 manschappen van 25. Waffen-Grenadier-Division der SS Hunyadi (ungarische Nr. 1) en een Hongaars politie-bataljon. Een compagnie cavaleristen, 400 manschappen van de Hongaarse luchtmacht, 650 pantsergrenadiers en een compagnie parachutisten vormde de rest van de divisie. Dit samenraapsel van verschillende eenheden moest worden getraind tot een volwaardige divisie.
Onmiddellijk na de oprichting verplaatste het SS-Führungshauptamt de divisie naar Sieradz. Op 6 januari 1945 begon de training, maar er was een gebrek aan munitie en wapens. Bovendien kelderde het moreel door het winterweer en de gebrekkige bevoorrading. Op 12 januari 1945 begonnen de Sovjets met hun Weichseloffensief.

## Krijgsgeschiedenis

### Terugtocht in West-Polen
Op 14 januari 1945 naderde de spitsen van het Rode Leger het gebied waar de verspreide eenheden van de 26. Waffen-Grenadier-Division der SS “Hungaria” waren gelegerd. SS-Hauptsturmführer Zoltay probeerde het Duitse hoofdkwartier te bereiken, maar alle communicatie was verbroken. Ondertussen plunderden reguliere Duitse troepen van het 9e leger de voorraden van de Hongaren, waardoor de meeste soldaten geen wapens of munitie hadden. De Russen trokken in de richting van Breslau en hierdoor dreigde de 26. Waffen-Grenadier-Division der SS “Hungaria” te worden omsingeld. Omdat er nog steeds geen verbinding met het SS-Führungshauptamt was, nam SS-Oberführer Zoltan Pisky het besluit om de eenheid naar het westen terug te trekken. Hij verdeelde alle beschikbare kledij en voedsel voor vier dagen onder zijn soldaten.
Op 18 januari 1945 bereikten de eerste Russische tanks Sieradz. Het stadje was reeds verlaten door de Hongaren, die zich in barre weersomstandigheden langs kleine wegen naar het westen terugtrokken. De wegen waren overvol met burgers en Duitse reguliere troepen, die op de vlucht waren voor de Russen. Hierdoor verliep de terugtocht erg langzaam. Op het einde van de dag bereikten de Hongaren Freihaus. Daarna ontaardde de terugtocht in een wilde vlucht. De Waffen-SS’ers moesten zich behelpen met de uitrusting die door de Wehrmacht langs de kant van de wegen had achtergelaten. Een aantal eenheden van de “Hungaria” divisie geraakte gescheiden van de hoofdmacht. Op 20 januari 1945 bereikte het grootste gedeelte van de divisie Kalisch. Hier ontstond een conflict tussen SS-Hauptsturmführer Zoltay, die in de richting van Neuhammer wilde terugtrekken, en SS-Oberführer Zoltan Pisky, die de voorkeur aan Posen gaf. Voorlopig betekende dit dat ze in dezelfde richting zouden verdertrekken. Op 21 januari bereikte de “Hungaria” divisie Jarotschin, waar ze voor het eerst in drie dagen konden uitrusten. Tijdens een verkenningstocht verdween SS-Oberführer Zoltan Pisky en SS-Hauptsturmführer Zoltay nam tijdelijk het bevel over.
Na het vertrek uit Sieradz waren sommige eenheden verdwaald. Uiteindelijk hadden ze zich verzameld in gevechtsgroep ”Kresznay”, die bestond uit pioniers en enkele compagnieën van het 65e Waffen-Grenadier-Regiment der SS. Ze waren in zuidwestelijke richting door de velden getrokken en daardoor afgescheiden geraakt van de hoofdmacht. Op 22 januari 1945 ontmoetten ze een gelijkaardige groep van het Duitse 9e leger, die zich ook terugtrok. De Hongaren besloten om bij de Duitse gevechtsgroep “Nehring” te blijven. Steeds meer Hongaarse achterblijvers sloten zich bij deze groep aan, die op 23 januari 1945 Kalisch bereikte. Enkele achtergebleven Polen vertelden hen dat de rest van de divisie enkele dagen eerder het stadje had verlaten.
Op 23 januari 1945 werd SS-Brigadeführer Berthold Maack tot commandant van de 26. Waffen-Grenadier-Division der SS “Hungaria” aangesteld, maar zijn divisie was verspreid in West-Polen.
In de ochtend van 24 januari 1945 hervatte de divisie haar tocht naar het westen. Ze bereikten de Warta, waar Duitse pioniers de brug wilden opblazen. De Waffen-SS’ers overtuigden hen dat er nog achterblijvers waren. Tijdens de discussie verschenen er Russische tanks, die de onbeschadigde brug wisten te veroveren. Tijdens de gevechten rond de brug sneuvelden 170 Hongaren. De rest van de divisie wist te ontsnappen. Tijdens een korte schermutseling nabij Schrimm sneuvelden nog eens 100 man. Omdat de Russische spitsen naar het westen bleven oprukken, besliste SS-Hauptsturmführer Zoltay dat het veiliger was om naar het zuidwesten te trekken in de richting van Neuhammer. Op dat moment bevonden de Hongaren zich in Lissau, op ongeveer 130 kilometer van Neuhammer. De Russen richtten hun aandacht op het bereiken van de Oder en hierdoor kreeg de “Hungaria” divisie de kans om zich te hergroeperen en op adem te komen.
Ondertussen kreeg SS-Hauptsturmführer Zoltay onverwacht nieuws. De verloren gewaande gevechtsgroep “Kreszney” had na een geforceerde mars van 36 uren over kleine wegen ook Lissau bereikt, waar ze de rest van de divisie terugvonden. SS-Hauptsturmführer Zoltay gaf zijn uitgeputte soldaten twee dagen rust. Ongeveer 7000 man werden ondergebracht in Fraustadt en 1500 man in Altkranz.
Op 30 januari 1945 bereikten de eerste Hongaren van de 26. Waffen-Grenadier-Division der SS “Hungaria” de oude Pools-Duitse grens bij Glogau, waar ze eenheden van de 25. Waffen-Grenadier-Division der SS „Hunyadi“ ontmoetten. Voor het eerst in twaalf dagen kregen ze warm eten en konden ze zich douchen. Na een nachtrust in verwarmde barakken werden ze met vrachtwagens naar Neuhammer gebracht.

### Slag om Neuhammer
Op 4 februari 1945 werden de laatste achterblijvers vanuit Glogau naar Neuhammer overgebracht. Het SS-Führungshauptamt besliste dat de “Hungaria” divisie zou worden opgeleid tot een grenadiersdivisie met slechts twee regimenten.
De Sovjets waren ondertussen Neuhammer genaderd tot op 50 kilometer en de 26. Waffen-Grenadier-Division der SS “Hungaria” kreeg het bevel om twee bataljons in het trainingskamp achter te laten als onderdeel van een nieuw Hongaars Waffen-SS-Alarmregiment dat het gebied tussen Bobr en Queis moest verdedigen. SS-Hauptsturmführer Zoltay werd commandant van een van deze bataljons. De rest van de divisie moest zich verplaatsen naar het zuiden.
Op 8 februari 1945 lanceerden de Sovjets hun aanval op Neuhammer. De licht bewapende Hongaren verdedigden zich moedig, maar het vijandelijk overwicht is te groot. Toch wisten ze 5 dagen stand te houden en hierdoor kon de hoofdmacht van beide divisies zich in relatief goede orde terugtrekken. Op 13 februari 1945 viel Neuhammer in handen van het 1e Oekraïense Front.
Volgens een gerucht was een kolonel van de Wehrmacht zo onder de indruk van de prestatie van SS-Hauptsturmführer Zoltay dat hij zijn eigen Ridderkruis van het IJzeren Kruis aan de Hongaar gaf. Het was echter niet geweten wie deze kolonel was en enkele dagen later sneuvelde Zoltay.

### Einde van de divisie
Tijdens de gevechten rond Neuhammer verliet de hoofdmacht van de divisie het trainingskamp. Deze groep bestond voornamelijk uit ongewapende en ongetrainde soldaten. Op 10 februari 1945 bereikte de colonne Goritz en Radmeritz. Het barre winterweer hinderde de tocht. Ook werd de colonne voortdurend bestookt door Russische jachtvliegtuigen. Ze trokken verder naar het westen Strahwalde en op 14 februari 1945 arriveerden ze in Kiesdorf. Tijdens de mars naar het westen kwam het voortdurend tot conflicten tussen SS-Brigadeführer Maack en zijn Hongaarse staf. Toen ze op 20 februari 1945 Bautzen bereikten, gaf hij bevel dat alle meegereisde familieleden de colonne moesten verlaten. Op 21 februari 1945 trokken ze verder in de richting van Dresden, waar nog steeds felle branden woedden na het bombardement van 14 februari 1945. Op bevel van het SS-Führungshauptamt hielden ze voor de stad halt. Er waren onvoldoende treinen ter beschikking om de divisie te transporteren.
Ongeveer 250 manschappen werden als versterking gestuurd naar de 32. SS-Freiwilligen-Grenadier-Division 30. Januar, die zich als onderdeel van 9e leger in de buurt van Görlitz bevond.
Op 1 maart 1945 had het SS-Führungshauptamt voldoende transportmiddelen verzameld om de 26. Waffen-Grenadier-Division der SS “Hungaria” naar Bayreuth te transporteren. Hier werd de training met echte munitie hervat. Ondertussen werd SS-Brigadeführer Maack benoemd tot commandant van de 20. Waffen-Grenadier-Division der SS. SS-Oberführer Grassy werd de nieuwe bevelhebber. Op 23 maart 1945 brachten de Hongaarse minister van defensie, Károly Beregfy, en de leider van het SS-Führungshauptamt, SS-Obergruppenführer Hans Jüttner, een bezoek aan de Hongaarse Waffen-SS-divisies. Tijdens dit bezoek werd besloten om de “Hungaria” divisie te ontbinden en de manschappen te verdelen over de regimenten van “Hunyadi”. Op 10 april 1945 werd de divisie officieel ontbonden en opgenomen in de 25. Waffen-Grenadier-Division der SS „Hunyadi“.

## Bekende oorlogsmisdaden[2]
Drie officieren van de divisie hebben gediend in de concentratiekampen. Dit getal bevat ook de officieren die voor of na hun dienst in de divisie in de kampen en Einsatzgruppen hebben gediend.

## Commandanten[3]
| Rang                                           | Naam           | Begin                            | Eind            | Opmerking      |
| ---------------------------------------------- | -------------- | -------------------------------- | --------------- | -------------- |
| SS-Standartenführer                            | Rolf Tiemann   | November 1944 - 1 maart 1945     | Mei 1945        | Ia en stafchef |
| WA-SS-Oberführer der SS                        | Zoltán Pisky   | November 1944 - 28 december 1945 | 23 januari 1945 |                |
| WA-SS-Oberführer der SS                        | László Deák    | 23 januari 1945                  | 29 januari 1945 |                |
| SS-Brigadeführer en Generalmajor der Waffen-SS | Berthold Maack | 29 januari 1945                  | 21 maart 1945   |                |
| WA-Gruppenführer der SS                        | József Grassy  | 21 maart 1945 - 25 maart 1945    | 8 mei 1945      |                |

## Gebied van operatie[5][2]
- November 1944 - mei 1945: Hongarije

## Samenstelling van januari 1945[13]
- Waffen-Grenadier-Regiment der SS 64 (ungarisches Nr. 4) (I., II.Btl.)
- Waffen-Grenadier-Regiment der SS 65 (ungarisches Nr. 5) (I., II.Btl.)
- Waffen-Grenadier-Regiment der SS 66 (ungarisches Nr. 6) (I., II.Btl.)
- Waffen-Artillerie-Regiment der SS 26 (ung.Nr.2) (I.-IV.Abt.)
  - Waffen-Schi-Bataillon 26
  - SS-Füsilier-Bataillon 26
  - SS-Panzerjäger-Abteilung 26
  - SS-Pionier-Bataillon 26
  - SS-Nachrichten-Abteilung 26
- Waffen-Grenadier-Ersatz und Ausbildungs-Regiment der SS 26 (I., II.Btl.)
- SS-Versorgungs-Regiment 26 (SS-Vet.Kp.26, SS-Feldzeug-Kp.26, SS-Werkstatt-Zg.26, SS-Verw.Kp.26, SS-San.Kp.26, SS-Kraftf.Krankenw.Kp.26, SS-Nachschub-Kp.26, SS-Kraftf.Kp.26)

### Samenstelling van mei 1945[13]
- Waffen-Grenadier-Regiment der SS 64 (ung.Nr.4) (I.- III.Btl.)
- Waffen-Grenadier-Regiment der SS 65 (ung.Nr.5) (I.- III.Btl.)
- Waffen-Grenadier-Regiment der SS 66 (ung.Nr.6) (I.- III.Btl.)
  - SS-Panzerjäger-Abteilung 26
  - SS-Flak-Abteilung 26
- SS-Artillerie-Regiment 26 (ung.Nr.2) (I.-IV.Abt.)
- Waffen-Grenadier-Ersatz und Ausbildungs-Regiment der SS 26 (I.-IV.Btl.)
- Königlich ungarisches Grenadier-Ersatz- und Ausbildungs-Regiment 85 (??) (I.-IV.Btl.)
  - SS-Füsilier-Bataillon 26
  - SS-Pionier-Bataillon 26
  - SS-Nachrichten-Abteilung 26
- SS-Versorgungs-Regiment 26 (SS-Vet.Kp.26, SS-Feldzeug-Kp.26, SS-Werkstatt-Zg.26, SS-Verw.Kp.26, SS-San.Kp.26, SS-Kraftf.Krankenw.Kp.26, SS-Nachschub-Kp.26, SS-Kraftf.Kp.26)